# セッティメ
セッティメ（伊: Settime）は、イタリア共和国ピエモンテ州アスティ県にある、人口約500人の基礎自治体（コムーネ）。

## 地理

### 位置・広がり

#### 隣接コムーネ
隣接するコムーネは以下の通り。
- アスティ
- キウザーノ・ダスティ
- チナーリオ

#### 地震分類
イタリアの地震リスク階級 (it) では、4 に分類される
。